# Unitär delare
Inom matematiken är ett naturligt tal a unitär delare av ett tal b om a är en delare av b och om a och {\displaystyle {\frac {b}{a}}} är relativt prima. Sålunda är 5 en unitär delare av 60, eftersom 5 och {\displaystyle {\frac {60}{5}}=12} endast har 1 som en gemensam faktor, medan 6 är en delare men inte en unitär delare av 60, eftersom 6 och {\displaystyle {\frac {60}{6}}=10} har en gemensam faktor utöver 1, nämligen 2. 1 är en unitär delare av alla naturliga tal.
Ekvivalent, en given delare a av b är en unitär delare om och endast om varje primtalsfaktor för a har samma multiplicitet i a som i b.
Summan av den unitära delarfunktionen betecknas med den gemena grekiska bokstaven sigma sålunda: σ*(n). Summan av den k:te potensen av de unitära delarna betecknas med σ*k(n):
{\displaystyle \sigma _{k}^{*}(n)=\sum _{d\mid n \atop \gcd(d,n/d)=1}\!\!d^{k}.}
Om de äkta de unitära delarna till ett givet tal adderar fram till detta tal, så är det ett unitärt perfekt tal.

## Egenskaper
Antalet unitära delare av ett tal n är 2k, där k är antalet distinkta primtalsfaktorer av n. Summan av de unitära delarna till n är udda om n är en potens av 2 (inklusive 1), och även annars.
Summan av de unitära delarna till n är en multiplikativ funktion av n, men inte komplett multiplikativ. Dirichlets genererade funktion är
{\displaystyle {\frac {\zeta (s)\zeta (s-k)}{\zeta (2s-k)}}=\sum _{n\geq 1}{\frac {\sigma _{k}^{*}(n)}{n^{s}}}.}

## Udda unitära delare
Summan av de k:te potenserna av udda unitära delare är
{\displaystyle \sigma _{k}^{(o)*}(n)=\sum _{{d\mid n \atop d\equiv 1{\pmod {2}}} \atop \gcd(d,n/d)=1}\!\!d^{k}.}
Det är också multiplikativt, med Dirichlets genererade funktion
{\displaystyle {\frac {\zeta (s)\zeta (s-k)(1-2^{k-s})}{\zeta (2s-k)(1-2^{k-2s})}}=\sum _{n\geq 1}{\frac {\sigma _{k}^{(o)*}(n)}{n^{s}}}.}

## Biunitär delare
En delare d av n är en biunitär delare om den största gemensamma den unitära delaren d och n/d. Antalet biunitära delare till n är en multiplikativ funktion av n med genomsnittlig ordning {\displaystyle A\log x} där
{\displaystyle A=\prod _{p}\left({1-{\frac {p-1}{p^{2}(p+1)}}}\right)\ .}
Ett biunitärt perfekt tal är 1 lika med summan av dess biunitära alikvota delare. De enda biunitära perfekta talen är 6, 60 och 90.

### Fotnoter
1. ↑  Ivić (1985) p.395
2. ↑  Sandor et al (2006) p.115

### OEIS-talföljder
- A034444: σ0(n)
- A034448: σ1(n)
- A034676 till  A034682: σ2(n) till σ8(n)
- A068068: σ(o)*0(n)
- A192066: σ(o)*1(n)